# Théâtre Massalia
Le théâtre Massalia est une scène conventionnée d'intérêt national Art, Enfance et Jeunesse. Implanté au cœur de la Friche Belle de Mai à Marseille, il a été créé en 1987 par Philippe Foulquié,. Il est aujourd'hui dirigé par Émilie Robert.

## Le projet
Ce théâtre développe un projet autour de trois axes. Le premier est de permettre un accès à la culture à ceux qui en sont le plus éloigné par le biais d'une programmation jeune public. Le second, est de contribuer à la création artistique du territoire en faisant un accompagnement qui s'articule par des moyens financiers, de production et de diffusion. Le troisième axe est de mettre à disposition des ressources intellectuelles auprès des adultes que le spectacle jeune public concerne.

## Historique

### Rue Grignan
Le Théâtre Massalia est créé en 1987 à la rue Grignan, au centre-ville de Marseille. Il est le premier lieu permanent de diffusion de théâtre de marionnettes en France. Fondé et dirigé par Philippe Foulquié, ce théâtre est, au départ, plutôt nomade et pas spécialement pour les enfants. Il est situé au deuxième étage d'un immeuble marseillais et comporte 88 places. Jusqu'en 1989 et parallèlement à la programmation qui prend place au 60 rue Grignan, le Théâtre Massalia se diffuse aussi dans divers lieux publics, tels les parcs et les plages. Il propose alors du théâtre de marionnettes sous toutes ses formes : du traditionnel au contemporain, pour les grands et les petits.

### Système Friche Théâtre
En 1990, la ville de Marseille confie aux théâtres Massalia et des Bernardines la mission de développer des projets artistiques dans l'ensemble des friches marseillaises. C'est ainsi que les deux directeurs, Philippe Foulquié et Alain Fourneau, créent le « Système Friche Théâtre ». L'objectif de celui-ci est de poser autrement les enjeux de production artistique et de dégager de l'espace ainsi que du temps pour les artistes. Ainsi né le concept d'investir une friche par saison. La première est une ancienne Minoterie du Boulevard Magallon à Bougainville.
Celle-ci est notamment inaugurée avec Jean-Pierre Larroche et sa compagnie Les Ateliers du Spectacle avec le spectacle « Le système du monde ».
En 1992 et selon le concept du nomadisme, Système Friche Théâtre trouve une ancienne manufacture de tabac dans le quartier de la Belle de Mai à Marseille. Philippe Foulquié y installe le Théâtre Massalia et développe un vaste projet de fabrication artistique : la Friche Belle de Mai.

### Sédentarisation
En 1993, pour des raisons économiques qui n'ont pas permis la rénovation de l'équipement rue Grignan, le Théâtre Massalia va s'installer définitivement à la Friche Belle de Mai pour y déployer sa saison. Le Théâtre des Bernardines quitte la même année le Système Friche Théâtre pour des raisons structurelles.
La même année, le théâtre innove en accueillant un spectacle pour bébé, « Archipel » de Laurent Dupont. De plus, il accueille, avec plusieurs autres théâtres, Armand Gatti. Ce dernier adapte à Marseille "Le Chant d’amour des alphabets d'Auschwitz", initialement établis sur sept lieux de Seine-Saint-Denis. Ce parcours devient "Marseille Adam quoi ?". Après 9 mois de travail, le spectacle est présenté durant deux jours avec 80 jeunes acteurs, dans dix lieux de la ville de Marseille. La friche et le Théâtre Massalia ont été complètement au service du projet.
En 1998, le Théâtre Massalia devient un théâtre « jeunes publics tous publics ».
En 2003, est construit un groupe de travail autour du théâtre, de l'art et du jeune public. Ce groupe invite régulièrement des artistes ou chercheurs pour former des espaces de réflexions, d'échanges et d'expérimentations centrés sur la question des jeunes publics et de leurs relations avec les arts et le théâtre. Un fonds de documentation est aussi créé autour des questions de l'enfance, l'éducation, les arts, les marionnettes, le cirque et les écritures contemporaines. Une revue "Le Filou" est éditée pour rendre compte de la réflexion des chercheurs invités, des poètes, des auteurs et des artistes.
En 2007, le Théâtre Massalia est sollicité pour travailler avec une équipe de la Friche à la conception d'un projet de crèche de quartier. Celle-ci ouvre en 2012 à la Friche Belle de Mai.

### Nouvelle époque
En 2011, Philippe Foulquié prend sa retraite. Le Théâtre Massalia reste sans direction pendant 2 ans. Avec le départ de son directeur, la place du Théâtre Massalia au sein de la Friche est mise en question. Les salarié.es du théâtre s'engagent activement pour garder une direction indépendante à celle de la Friche. Une pétition est notamment créée.
En 2013, Emilie Robert arrive à la direction du théâtre.
La même année, est créée la plateforme « la belle saison » dont le théâtre est un coordinateur. Ce dispositif réunit une trentaine d’opérateurs culturels de la région PACA : artistes, programmateurs et techniciens qui œuvrent dans le champ du jeune public et des arts vivants. L’objectif est de valoriser auprès des élus et décisionnaires politiques, l’impact de la fréquentation des œuvres auprès des nouvelles générations.
En 2014, le nom du centre de ressource devient les "Saxifrages". Il construit des actions à l'adresse des adultes qui accompagnent les enfants au théâtre.
La même année, le théâtre s’engage dans le projet européen Platform shift+. Celui-ci est porté par Pilot Theatre (York, Royaume-Uni) et réunit 10 théâtres et une université de 9 pays différents. Ces derniers partagent des échanges, ateliers, conférences et projets artistiques autour de deux axes de travail : le rapport aux adolescents et les outils numériques, du point de vue de la scène comme de la communication.
De cette impulsion est né en 2016 le projet "Massalia Web Trotters". Celui-ci groupe des jeunes âgés entre 12 et 18 ans pour prendre le rôle d'ambassadeur du théâtre. Ces derniers suivent alors le projet artistique du Théâtre Massalia et le racontent à travers la marionnette et la vidéo.
En 2014 est créé avec La Criée le festival "En Ribambelle !". Celui-ci s’articule autour des arts de la marionnette et de l’objet et s'adresse aux jeunes publics.
En 2016, le théâtre obtient par la DRAC le label "Scène conventionnée pour la création jeune public tout public".
En 2018, et dans le cadre de la redéfinition par le ministère de la culture des labels de scènes conventionnées, celui-ci change encore pour devenir "Scène conventionnée d’intérêt national Art, enfance et jeunesse".

## Financement
En 2019, le théâtre est financé à hauteur de 83% par des institutions publiques. Répartis ainsi : 41% par la ville de Marseille, 21% par la DRAC, 11% par le Département des Bouches-du-Rhône et 10% par la Région PACA.

## Lieux
Le Théâtre Massalia se produit principalement dans les salles de la Friche Belle de Mai suivantes : le grand plateau (372 places) et le petit plateau (150 places).
Celui-ci se produit aussi parfois chez ses partenaires comme par exemple à KLAP Maison pour la danse, au Théâtre des Bernardines (100 places) ou dans les écoles du quartier de la Belle de Mai.
Les bureaux du théâtre se trouvent au deuxième niveau de la Friche Belle de Mai à côté du restaurant « Les Grandes Tables ».
En 2019, le théâtre comporte 11 employés permanents.